# Frederick William True

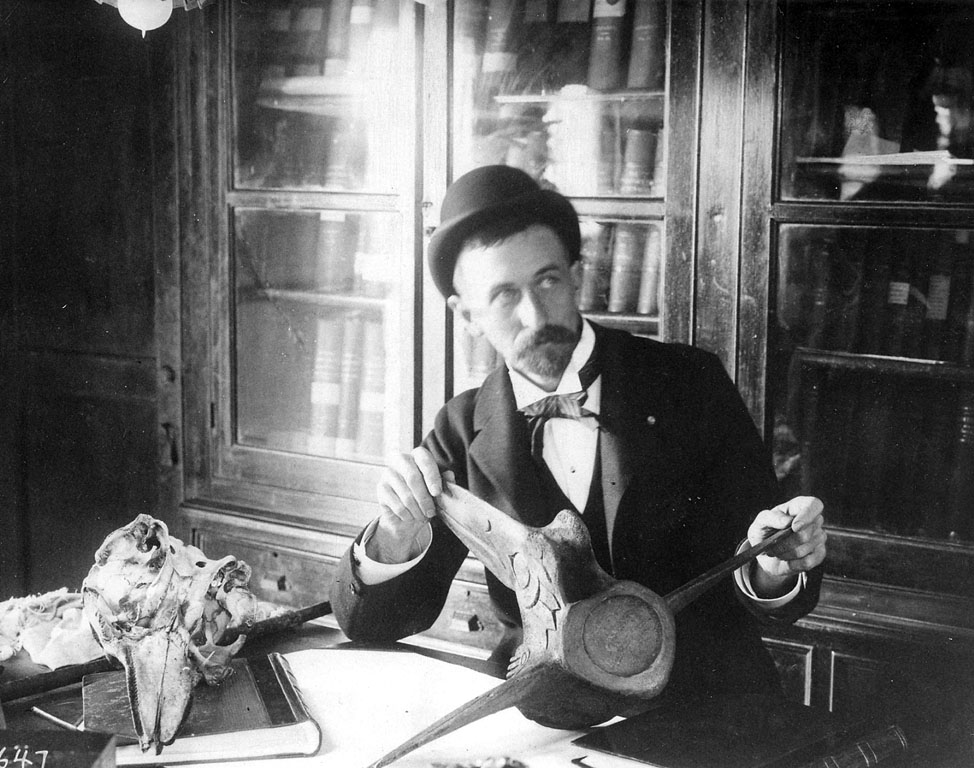
Frederick William True

Frederick William True (* 8. Juli 1858 Middletown, Connecticut; † 25. Juni 1914) war ein amerikanischer Biologe und von 1897 bis 1911 der oberste Kurator für Biologie am United States National Museum, das heute zur Smithsonian Institution gehört.
True schloss sein Studium an der New York University im Jahr 1878 als Bachelor of Science ab. Er war von 1883 bis 1897 Kurator für Säugetiere. Sein Spezialgebiet waren die Wale, die True-Wale wurden nach ihm benannt. Von 1881 bis zu seinem Tod im Jahr 1914 blieb er mit der Smithsonian Institution in engem Kontakt. 